# Xop
Xop es la mascota de los Campeonatos mundiales de natación de Barcelona 2013. Su creador es el diseñador gráfico Albert Mir, que participaba por primera vez en un concurso público.
La piel de la mascota está inspirada en el trencadís catalán, el tradicional mosaico realizado con fragmentos de diferentes texturas, formas y colores que se puede percibir en casi todas las obras de Antoni Gaudí.
'Xop' es una palabra en catalán que, traducida al español, significa empapado.
La primera aparición de la mascota en sociedad fue en la gala de la Federació Catalana de Natació.

## Recepción
Fue presentada por Gemma Mengual como madrina del acto.